# Jenő Heltai
Jenő (Eugen) Heltai, född 11 augusti 1871, död 3 september 1957, var en ungersk författare.
Heltai var som romanförfattare starkt påverkad av fransk litteratur. Hans mest kända romaner är Familjepensionatet (svensk översättning 1919) och Rum 111 (svensk översättning 1930). Heltai var även en framstående dramatiker, känd och spelad även utanför Ungern.